# Phyllactinia suffulta f.pistaciae
Phyllactinia suffulta f.pistaciae là một loài Ascomycetes trong họ Erysiphaceae. Loài này được Jacz miêu tả khoa học đầu tiên năm 1926.
Đây là loài gây hại phát triển phổ biến ở Uzbekistan.